# Jean Héroard
Ne doit pas être confondu avec Hérouard.
Jean Héroard est un médecin, vétérinaire et anatomiste français, né le 22 juillet 1551 à Montpellier et mort le 11 février 1628 devant La Rochelle, durant le siège de la ville. 
Il a écrit un journal donnant au jour le jour tous les évènements pouvant influer sur la santé de Louis XIII et un ouvrage qui le place parmi les pionniers de l'art vétérinaire des chevaux.

## Biographie

### Famille et études
Jean Héroard naît le 22 juillet 1551 dans une famille de médecins originaire de Dreux, mais installée depuis 1490 à Montpellier. Michel, son père, est un chirurgien réputé, passé à la Réforme et qui a rencontré Jean Calvin à Genève.
Le parcours de jeunesse de Jean Héroard reste obscur. Il n'est décrit dans les sources d'époque qu'à travers deux pamphlets qu'il faut prendre avec précaution car composés en 1654 dans le cadre d'une querelle médicale qui oppose les médecins de la Faculté de Paris à ceux de l'Université de Montpellier . La version la plus connue est celle écrite par son détracteur acharné, Charles Guillemeau (fils de son meilleur ami, le chirurgien réputé Jacques Guillemeau). Selon ses dires, en 1569, le jeune Jean Héroard participe, dans les rangs des Protestants, à la bataille de Moncontour. En 1571, il s'inscrit à la faculté de Médecine de Montpellier. En 1574, on le retrouve à Paris où il a rejoint son oncle Guillaume, financier. Il y retrouve son ami Jacques Guillemeau, qu'il avait connu à Montpellier et qui l'introduit auprès d'Ambroise Paré. C'est ce dernier qui le recommande à Charles IX, lequel lui avait demandé de lui trouver un hippiatre. Présenté au roi, il est nommé, probablement en 1574, « Médecin en l'art vétérinaire », distinction assortie d'une rémunération de 400 livres. De source plus sûre (registres de comptes de la Maison du roi), Jean Héroard porte durant les années 1576-1578 le double titre d’« escolier estudiant en medecyne pour continuer en l’exercice de l’art vétérinaire » et de « medecin en les escuries du roy ». Il perçoit alors 120, puis 200 livres par an comme étudiant ; en tant que médecin des écuries, pas moins de 500 livres tournois . C'est dans le cadre de cette charge qu'il rédige une Hippostéologie c'est-à-dire un traité d'ostéologie du cheval, manuscrit offert en 1579 à Henri III, mais qui ne sera publié qu'en 1599, avec une épître dédicatoire à Henri IV.
Présent à Blois lors des événements de 1588, Jean Héroard est l'auteur probable du récit circonstancié sur la mort des duc et cardinal de Guise.

### Médecin du roi et du Dauphin

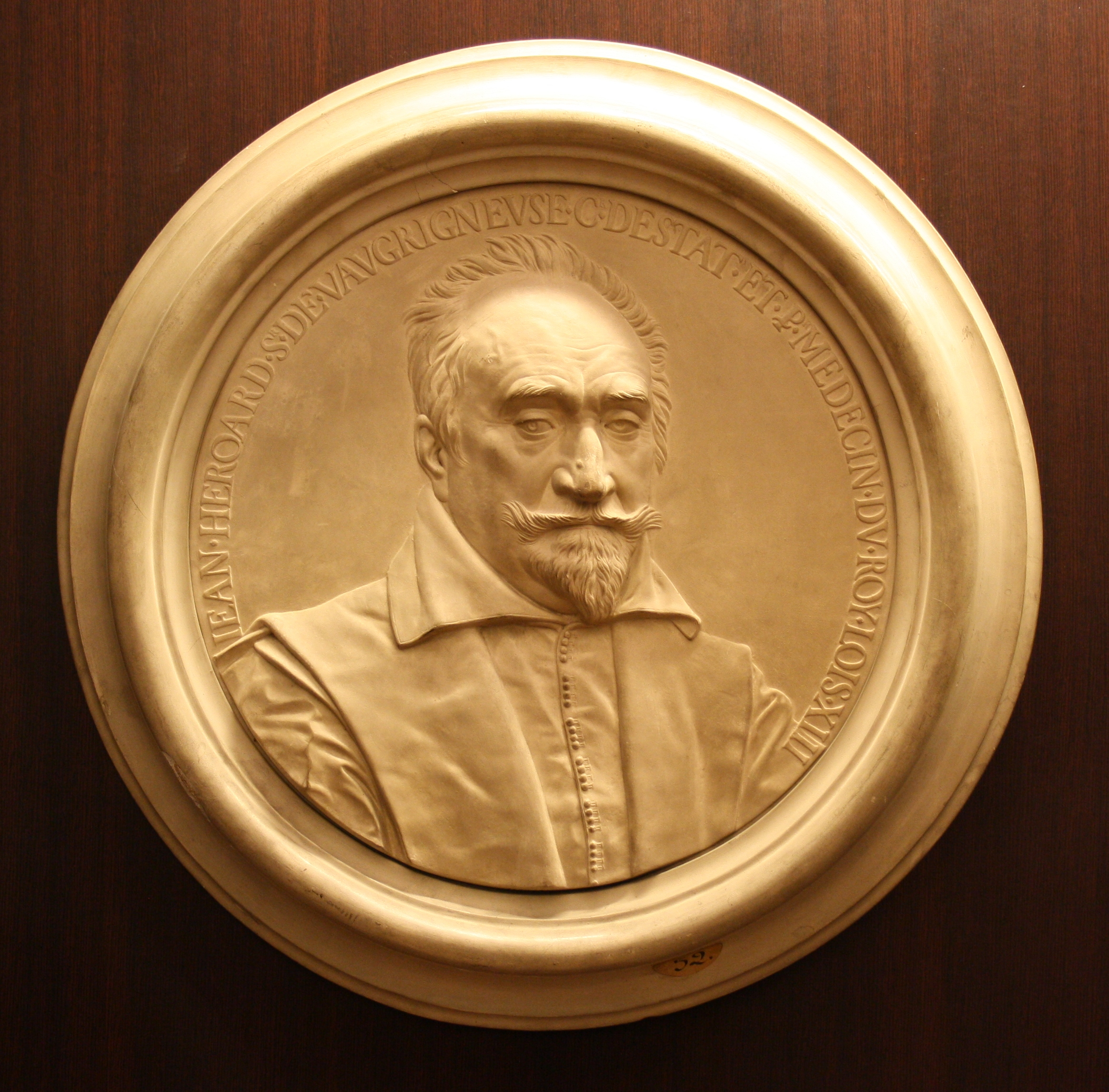
Jean Héroard au musée du Jardin des plantes à Paris, en France.

Un document daté de 1585 confirme que Jean Héroard a assuré le quartier d'été en tant que médecin ordinaire du roi Henri III. Il assiste à l'autopsie de son royal patient lorsque celui-ci est assassiné (2 août 1589).
Il est confirmé dans sa charge auprès de son successeur Henri IV, qui lui confie la santé de son fils, le futur Louis XIII. Il cumule alors les charges de médecin ordinaire du Dauphin, de médecin du roi par quartier et de médecin vétérinaire.
Après l'assassinat d'Henri IV, il assiste à l'autopsie du souverain et se trouve immédiatement promu, par Marie de Médicis, à la charge de premier médecin auprès de Louis XIII. Héroard est toujours au service du roi quand il décède en 1628,.
Son journal, qu'il tient durant vingt-sept années, l’a rendu célèbre : il y consigne très précisément tous les faits relatifs à la santé du dauphin.
Sa proximité avec le souverain lui vaudra de nombreuses marques de reconnaissance. Il dirige le personnel de santé, comme officier de la Chambre. En 1625, il reçoit l'intendance des « bains, eaux et fontaines minérales ». L'année suivante, il est nommé surintendant du Jardin royal des plantes médicinales.
Entretemps, par son mariage avec Anne du Val le 22 janvier 1602, Héroard est devenu seigneur de Vaugrigneuse, domaine que le roi érigera à sa demande en « terre de haute justice. » (Lettres patentes de janvier 1624), dans le cadre d'un probable conflit d'autorité avec le cardinal de Richelieu qui venait d'acquérir les comtés de Limours et de Montlhéry dont dépendait Vaugrigneuse.
Jean Héroard meurt au camp de la Rochelle, à Aytré, le 11 février 1628 dans sa soixante-dix-septième année, au service du roi, « à la santé duquel il s'était entièrement dédié, moins curieux de richesse que de gloire et d'une incomparable affection et fidélité ». Son corps repose dans un tombeau orné de dix fleurs de lys situé dans la chapelle de la Vierge qu’il a fait édifier en l’église Sainte-Marie-Madeleine de Vaulgrigneuse. Une plaque de marbre y est apposée par Anne Duval son épouse, sur laquelle on peut lire l'épitaphe :
« Messire Jehan Herouard vivant Seigneur de Vaugrigneuse, de l’Orme le Gras & de 
Launoy-Courçon, Conseiller du Roy en ses Conseils, Secrétaire de Sa Majesté,
Maison et Couronne de France & de ses Finances, & son premier Médecin ; lequel
a servi les Roi Charles IX, Henri III  & Henri IV eu qualité de Médecin ordinaire,
& Louis XIII à présent heureusement regnant en qualité de premier Médecin depuis
sa naissance, & l’espace de vingt-sept ans témoigné une affection sans exemple
envers sa Majesté, au service de laquelle il décéda à Aytré au camp devant la
Rochelle le dixième jour de Février 1628 en l’an soixante [dix] septième de son âge ; par
son testament a voulu être inhumé dans sa Chapelle qu’il a fait bâtir en cette
Eglise, laquelle il a fait rétablir en Paroisse qui avoit été unie avec la Paroisse de
Briis plus de cent cinquante ans auparavant, & a voulu être le Fondateur de la
Paroisse de Vaugrigneuse.
Priez Dieu pour lui. »

## Contributions

### LeJournalde Jean Héroard
Six volumes autographes nous conservent un exceptionnel témoignage sur la vie intime du premier prince du royaume dans les diverses résidences royales comme Saint-Germain-en-Laye pendant les sept premières années de Louis XIII enfant, car le Journal d'Héroard se veut, fondamentalement, registre d'hygiène, et ne sert de chronique du Grand Siècle que par accident. Les prescriptions à suivre pour garder la santé du Dauphin entraînent la notation quotidienne des heures du lever et du coucher, de celles des repas avec leur composition détaillée, et l'observation méticuleuse des fonctions physiologiques. Ce « procès-verbal d'expérience », selon l'expression de Madeleine Foisil, n'omet toutefois pas de mentionner les événements de la vie publique ainsi que les gestes, mots et attitudes signifiants du prince. On lit donc un recueil d'anecdotes révélant l'éducation, l'entourage et les traits de caractère du futur Louis XIII, appelé au métier de roi dès le 15 mai 1610, au lendemain de l'assassinat d'Henri IV (Héroard n'oublie pas de relever dans son Journal les larmes de l'enfant qui vient de perdre son père).
Le Journal d'Héroard, publié en 1863, suscite un regain d'intérêt au XIXe siècle, moment où l'utilisation du journal comme technique éducative connaît son apogée dans les familles bourgeoises, soit que l'éducateur tienne un journal dans lequel il retranscrit minutieusement les moindres faits et gestes de l'enfant dont il a la charge, et qu'il lui tend ensuite comme un miroir de sa conduite ; soit qu'il confie à l'enfant la tâche de tenir son propre journal intime, qu'il relit et corrige par après.

### Un des premiers « vétérinaires » français
Jean Héroard obtint la charge de « médecin en l’art vétérinaire » de Charles IX. Cette nomination, dont on ne connaît pas la date exacte, a dû avoir lieu au début de 1574. C'est, à ce jour, une des plus anciennes mentions françaises du terme « vétérinaire ». Cette fonction devait être assez peu valorisante, car la médecine des animaux était normalement réservée à des empiriques peu savants. Il est probable que le titre octroyé à Jean Héroard par Charles IX devait tout à la passion du souverain pour la chasse et l’équitation, comme le dit lui-même Héroard dans l’introduction de son Hippostologie : le roi, dit-il, prenait « un singulier plaisir à ce qui est de l’art Vétérinaire, duquel le subject principal est le corps du Cheval ».

### L'Hippostologie

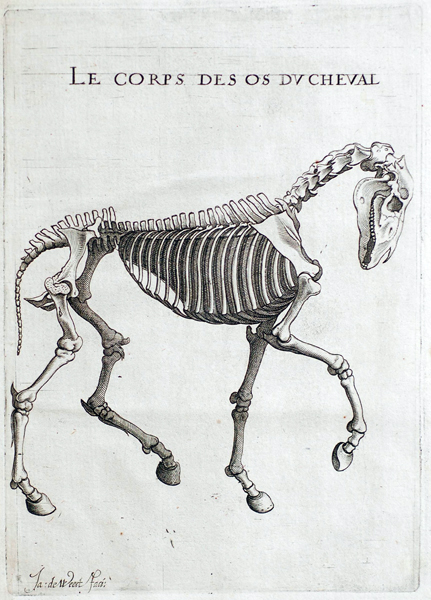
Le squelette du cheval, illustration de l'ouvrage d'Héroard.

Jean Héroard fait paraître en 1599, à Paris, un traité illustré d'ostéologie du cheval, en français, intitulé Hippostologie, c’est-à-dire Discours des os du cheval. Cet ouvrage de 47 pages décrit les os du cheval avec une grande rigueur. On y reconnaît parfaitement les reliefs des os, même les sutures du crâne, qui sont abondamment décrites. Les dénominations utilisées se fondent sur l'analogie de forme avec des objets de l'époque. L’œuvre, organisée par régions anatomiques commence par une dédicace au roi Henri III (assassiné en 1589), suivie de l’introduction. Sept planches anatomiques, accompagnées de leur légende, sont intercalées dans le texte. La dernière, sans annotation, représente un squelette entier de cheval au trot. Cette œuvre fut éclipsée par celle (posthume) de Carlo Ruini, l'Anatomia del cavallo, infermita et suoi rimedii, publiée un an auparavant.

## Œuvres

### Ouvrages de paternité certaine
- Hippost(é)ologie, 1579. Mss 337 et 338. Collection du musée Condé de Chantilly
- Hippostologie, 1599
- De l'institution du prince, Paris, J. Jannon, 1609 (numérisation : BIUM)
  - (la) De institutione principis, liber singularis ex gallico Joannis Heroardi, trad. Jean Degorris, 1617
- Le Journal de Jean Héroard, médecin du dauphin, puis roi de France, Louis XIII — En ligne : t. 1 ; t. 2
  - [Soulié 1868] Eudoxe Soulié et Édouard de Barthélemy (dir.), Journal de Jean Héroard sur l'enfance et la jeunesse de Louis XIII (1601-1628), Paris, Didot, 1868 — En ligne : t. 1 ; t. 2
  - Madeleine Foisil (dir.), Journal de Jean Héroard, publication du Centre de recherche sur la civilisation de l’Europe moderne, 2 volumes, Paris, Fayard, 1989 : (vol. 1, 1601-1608 ; vol. 2, 1609-1628)

### Attribution
- Récit de la « Relation de la mort de MM. les duc et cardinal de Guise, par le sieur Miron, médecin du roi Henri III. 1588 »
- JHMDR [Jean Héroard médecin du roi], Discours des droits appartenans a la maison de Nevers, es Duchez de Brabant, Lembourg, & ville d'Anvers, À Paris, 1581.
- Jean Le Goys [Jean Héroard], Le Paranymphe d'honneur et de vertu, Mazères, 1606. Manuscrit enluminé dédié au Dauphin (futur Louis XIII) conservé dans une collection particulière.